# قلعة نخل (مصر)
قلعة نخل هي قلعة تقع في بلدية نخل بشبه جزيرة سيناء في مصر. تحتل موقعًا استراتيجيًا في وسط شبه الجزيرة بالضبط. كشفت الحفريات في الموقع عن بقايا تعود إلى مصر القديمة. لقد كانت تاريخيًا محطة توقف وانطلاق مهمة للحجاج المسلمين الذين يؤدون فريضة الحج أو العمرة.

## العصر المملوكي
تم بناء القلعة في الموقع من قبل السلطان المملوكي الأشرف قانصوه الغوري. سجلت مجموعة من الحجاج المسيحيين (بمن فيهم فيليكس فابر) عام 1483 وجود بئر عظيم في النخيل أطلق عليه اسم "بئر السلطان" لأنه في موسم الحج، استخدم السلطان رجلاً له جملين لسحب الماء منه. يوم للحجاج. كان الفرنسيون في طريقهم إلى دير سانت كاترين وتجنبوا البئر بسبب عدم اليقين بشأن الاستقبال الذي قد يتلقونه.

## العصر العثماني
جددت القلعة الموجودة من قبل السلطان العثماني سليم الأول في القرن السادس عشر، بعد غزوه لمصر عام 1517. تمركز جنود مغاربيون لحماية الحجاج القادمين من مصر والمغرب والجزائر وإسبانيا.

## عهد محمد علي باشا
أبلغ يوهان لودفيك بركهارت، الذي زار الموقع في العقد الأول من القرن التاسع عشر، عن مبنى كبير بجدران حجرية ولا توجد مساكن حوله. كان هناك خزان كبير للحجاج مملوء من بئر قليلة الملوحة. تألفت الحامية من حوالي خمسين جنديًا، واستُخدمت القلعة كمجلة لتزويد جيش محمد علي باشا في حملاته ضد الوهابيين.
في القرن التاسع عشر، عندما كان الحجاج لا يزالون يسلكون الطريق، كان الطريق مليئًا بالضباع، التي كانت تتغذى على الجمال النافقة التي سقطت على جانب الطريق. إذا كان الجوع شديدًا، فمن المعروف أن العبوات قد هاجمت المسافرين الانفراديين. كان سكان قرية نخل لا يغادرون القرية ليلاً خوفًا من التعرض للهجوم، ويحتفظون بالكلاب لتخويف الزبالين.
يصفها مستكشف في بداية القرن العشرين بأنها قلعة مربعة على "أرض قاحلة تمامًا"، بُنيت كمكان لتزويد الحجاج بالمياه. كان يديرها ضابط وعشرة جنود. تتكون القرية المحيطة بالحصن من خمسة عشر إلى عشرين منزلاً يسكنها جنود سابقون وعائلاتهم. تم نقل جميع المواد الغذائية من غزة أو السويس، على الرغم من أن القرويين كانوا يزرعون بقعًا صغيرة من الأرض بالذرة عندما غمر وادي العريش. لم يحدث هذا كل عام وجف الوادي بسرعة كبيرة. كما قام بعض القرويين بتربية الجمال. استغرق الأمر من حجاج القاهرة ثلاثة أيام للوصول إلى النخل من السويس وثلاثة أيام أخرى للوصول إلى العقبة.

## الحرب العالمية الأولى

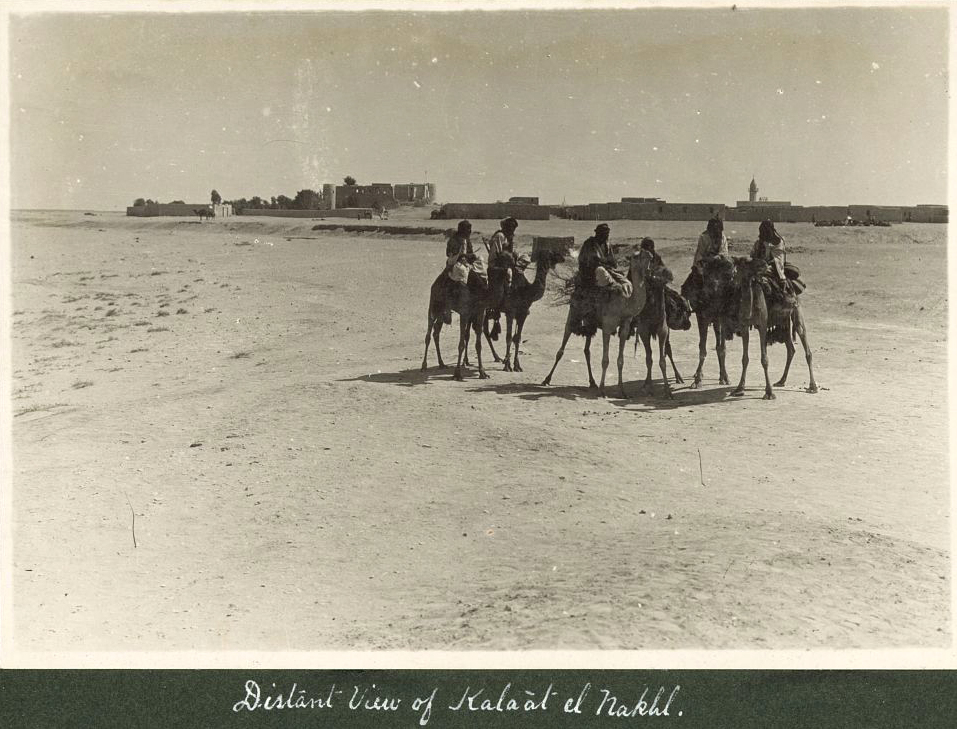
قلعة وقرية نخل قبل 1915

حوالي عام 1900، حول الحج طريقه إلى طريق واحد على طول شواطئ خليج السويس، وتراجع حقل نخل. في عام 1915 وصل الزعيم اللبناني شكيب أرسلان إلى القلعة مع 120 متطوعًا درزيًا على أمل الانضمام إلى الهجوم التركي ضد قناة السويس. مع الفشل التام للهجوم، عادت القوة الدرزية إلى منازلهم. وبحسب أحد المصادر، فجر الجيش التركي القلعة خلال الحرب العالمية الأولى. اقترب رتلان من سلاح الفرسان البريطاني بهما ثلاث طائرات بقيادة العقيد ويليام غرانت من نخل في 17 فبراير 1917، لتجد أنه تم التخلي عنها. كان هذا آخر عمل بريطاني في حملتهم على سيناء ضد الأتراك. كتب تي إي لورنس، في الفصل 59 (أعمدة الحكمة السبعة)، عن المرور بالقرب من أنقاض الحصن في طريقه من السيطرة على العقبة في يوليو 1917 لإبلاغ القيادة المصرية البريطانية.
وجد زائر، حوالي عام 1930، ثلاثة رجال شرطة وعريف وقروي واحد، وأوصى بأن يكون الخزان الكبير يستحق الزيارة. السفر بالسيارة، كان الطريق إلى النخل بطيئًا بسبب الأخاديد المائية، بعمق عدة بوصات، كل مائتي ياردة أو ثلاثمائة ياردة، مما قلل من سرعة السيارة إلى 25 ميلاً في الساعة.

## مكانة التراث العالمي
تمت إضافة هذا الموقع إلى القائمة المؤقتة للتراث العالمي لليونسكو في 28 - 6 - 2003 في الفئة الثقافية. هي قريبة من نقطة مراقبة عسكرية كبيرة تديرها قوات حفظ السلام الدولية.